# Association sportive féminine d'El Ouardia
L'Association sportive féminine d'El Ouardia (arabe : جمعية الرياضة النسائية بالواردية) est un club tunisien de football féminin basé à El Ouardia.
En 2010-2011, elle participe au championnat de Ligue II et au premier tour de la coupe de Tunisie.